# Száraz-patak (Gyöngyösoroszi)
A Száraz-patak a Mátrában ered, Gyöngyösoroszi északkeleti határában, Heves vármegyében, mintegy 410 méteres tengerszint feletti magasságban. A patak forrásától kezdve délnyugati irányban halad, majd Gyöngyösoroszinál éri el a Toka-patakot.

## Part menti települések
- Gyöngyösoroszi